# Мичи, Гульельмо
Гульельмо Мичи (итал. Guglielmo Mici; 29 октября 1862, Турин — 7 апреля 1931, Болонья) — итальянский музыкальный педагог и композитор. Сын Никола Мичи.
Окончил Болонский музыкальный лицей (1885), ученик Густаво Тофано (фортепиано), Луиджи Манчинелли и Алессандро Бузи. Преподавал там же гармонию, контрапункт и фортепиано начиная с 1903 года и вплоть до конца жизни. Опубликовал учебник гармонии (итал. Armonia cromatica; 1924).
Автор многочисленных фортепианных пьес, как дидактического назначения, так и популярных: «Восточный марш» (итал. Marcia orientale), «Салонный вальс» (фр. Valse de salon), каприччио «На море» (итал. Sul mare), «Листок из альбома» (итал. Pagina d’album), «Похоронный марш для одной собаки» (фр. Marche funèbre d’un chien) и т. д. — напечатанных в 1886—1900 гг. О «Десяти прелюдиях» Мичи, посвящённых Стефано Голинелли (1890), «Миланская музыкальная газета» писала как о музыке «отточеннейшей, изящной, в классическом современном стиле» (итал. elaboratissima, fine, di stile classico moderno). Опубликовал также фортепианные переложения опер Пьетро Масканьи.
В 1912 г. выступил в Болонской филармонической академии с речью памяти Бруно Муджеллини, опубликованной затем отдельной брошюрой.